# ウイルス療法
ウイルス療法（ウイルスりょうほう、英語: virotherapy）は、生物工学を応用してウイルスを改変し、疾患の治療に用いる治療法の総称である。大別して、がん治療に用いる腫瘍溶解性ウイルス、遺伝子治療に用いるウイルスベクター、ウイルス免疫療法の3つに分けられる。そのほか、感染性の病原体をウイルスに感染・死滅させて治療する方法もウイルス療法と呼ばれる。がんウイルス療法の研究は20世紀の初めまで遡ることができる。

## 癌ウイルス療法
癌ウイルス療法は新しいアイデアではない。1950年中盤に、癌とは無関係のウイルス感染を併発した癌患者やワクチン接種直後の癌患者で、癌の改善が見られた。これはウイルス感染に反応して体内でインターフェロンと腫瘍壊死因子が産生された事による。腫瘍溶解性ウイルスはそれとは異なり、癌細胞に直接感染して細胞融解を引き起こす。また抗腫瘍免疫反応を惹起する。
1940年代から1950年代、腫瘍治療にウイルスを用いる方法が動物モデルで研究された。同時期にヒトでの早期臨床試験が開始された。技術的な理由から研究は遅れていたが、ウイルスの治療的取り扱い法が判明してきた事から研究が加速してきている。

## 遺伝子治療
ウイルスを用いた遺伝子治療では、遺伝子異常を持つ細胞に治療遺伝子を送達するために、自己複製しないウイルスが最も用いられる。初期には技術的に成功したが、治療目的外の細胞に感染し癌抑制遺伝子を破壊して発癌を誘導するという安全性の問題で開発はかなり遅れている。ウイルス療法時の免疫応答も治療成功の妨げとなるが、目は免疫特権を持ち全身の免疫系から隔絶されている部位であるので、遺伝子的な盲の治療にウイルスを応用する際には免疫応答は問題にならないと思われる。
ウイルス的遺伝子治療のもう一つの方法として、疾患の予防に役立つ遺伝子（当該疾患では活性化されない）を送達するものがある。癌組織内での血管新生は癌組織の成長を促進するものであるが、ウイルスで抗血管新生因子を送り込む事で癌組織の成長を妨げることができる。

## ウイルス免疫療法
ウイルス免疫療法は患者の免疫系に特定の抗原を提示する方法である。弱毒化または死滅したウイルスやバクテリアを用いる従来のワクチンとは異なり、ウイルス免疫療法は遺伝子操作されたウイルスを用いて特定の抗原を作成させ、免疫系に提示する。抗原としてはあらゆる種類のウイルスやバクテリアのみならず、ヒトの疾患に関する抗原、例えば癌抗原も作成できる。

## 各プロジェクト

### 腫瘍溶解性ウイルス
ラトビアで開発された腫瘍溶解性ウイルスの一つであるRigvir(ECHO-7ウィルス)は全ての臨床試験を終了した最初のウイルスであり、2004年にラトビア国内で登録された。2004年に承認されて、2008年からラトビアの薬局で入手可能と成った。Rigvirを用いたウイルス療法はラトビア国内で成功裏に使用され、世界25か国以上で用いられている。2015年に公表された後ろ向き研究では臨床病期IBからIIC期の悪性黒色腫患者にRigvirが投与され、治療ガイドラインに沿って経過観察した場合に比べて死亡率が4.39倍から6.57倍減少した。2015年には、ラトビアの皮膚癌・悪性黒色腫治療ガイドラインに収載された。
ただし、収載以来Rigvirは複数の機関からその有効性やエビデンスに対して疑問が寄せられ、2017年には腫瘍学者協会、化学療法士協会、ラトビア希少疾病協会、リガ・ストラディシュ大学薬学部長などが、ラトビア医薬品登録簿および国家補償医薬品リストからRigvirを削除するよう要望書を提出した。その後、2019年5月31日にラトビア国家医薬品庁（ZVA）は薬剤に表示されたウィルス量と実際のウィルス量が異なることが明らかになったとしてRigvirの流通を一時停止する措置をとった。その後製造元のSIA LATIMAは収益性などを理由に製造を中止している。
2004年、テキサス大学で遺伝子操作された風邪ウイルスの一つであるアデノウイルスδ-24-RGDを用いた膠芽腫治療が研究された。その後の研究ではマウス10匹中9匹で腫瘍の崩壊が見られ、生存期間が延長した。医薬品候補としては2009年にヒトで臨床試験の実施が了承された。
2006年にヘブライ大学で、癌細胞を特異的に標的とすることを目的として、通常は鳥に感染するニューカッスル病ウイルス（NDV-HUJ）の変異株を単離する事に成功した。この変異株は多形性膠芽腫を有する患者に使用され、初めて有望な結果を達成した。
ワクシニアウイルスは天然痘撲滅で知られているが、GL-ONC1およびJX-594が腫瘍溶解性ウイルスとしても開発されている。有望な研究結果が出ており、ヒト患者での臨床試験の実施が期待されている。
2013年時点で開発中のウイルス療法には、タリモジェン ラヘルパレプベクがある。これは遺伝子操作した単純ヘルペスウイルスで、GM-CSFを生産する。2013年の第III相臨床試験の結果、評価項目（奏効率）は統計学的に非常に有意に達成された。これは西欧で初めての腫瘍溶解性ウイルスの第III相臨床試験である。
テロメライシンは日本で最初の制限増殖型腫瘍溶解ウイルスとされるが、単独での効果は確立されていないため、腫瘍を選択的に融解する可能性が高いとして、2013年以降に頭頚部、胸部悪性腫瘍に対して放射線療法と併用で「遺伝子治療臨床実践研究」の一環として臨床試験が計画されている。

### 遺伝子治療
ProSavinはレンチウイルスベクターを用いた多くの遺伝子治療の一つであり、オックスフォードバイオメディカで研究されている。 パーキンソン病で欠乏している3つの酵素（ドーパミン合成を司る）を脳に送達する。
TNFerade（自己複製不能TNF遺伝子治療ウイルス）を膵癌の治療に用いようとした第III相臨床試験は失敗に終わった。

### ウイルス免疫療法
Trovaxは腫瘍抗原5T4を産生するポックス・ウイルスで、多くの癌腫に対して免疫反応を惹起する。オックスフォードバイオメディカが腎細胞癌に対する第III相臨床試験を実施したが、全生存期間を延長できずに失敗した。新たな第II相臨床試験が2つ、大腸癌（英国 Cardiff University）と悪性胸膜中皮腫（英国 Velindre Cancer Centre）について開始された。

### 原虫ウイルス療法
2013年に原虫感染症に対するウイルス治療が提案された。